# Weinstube Kinz

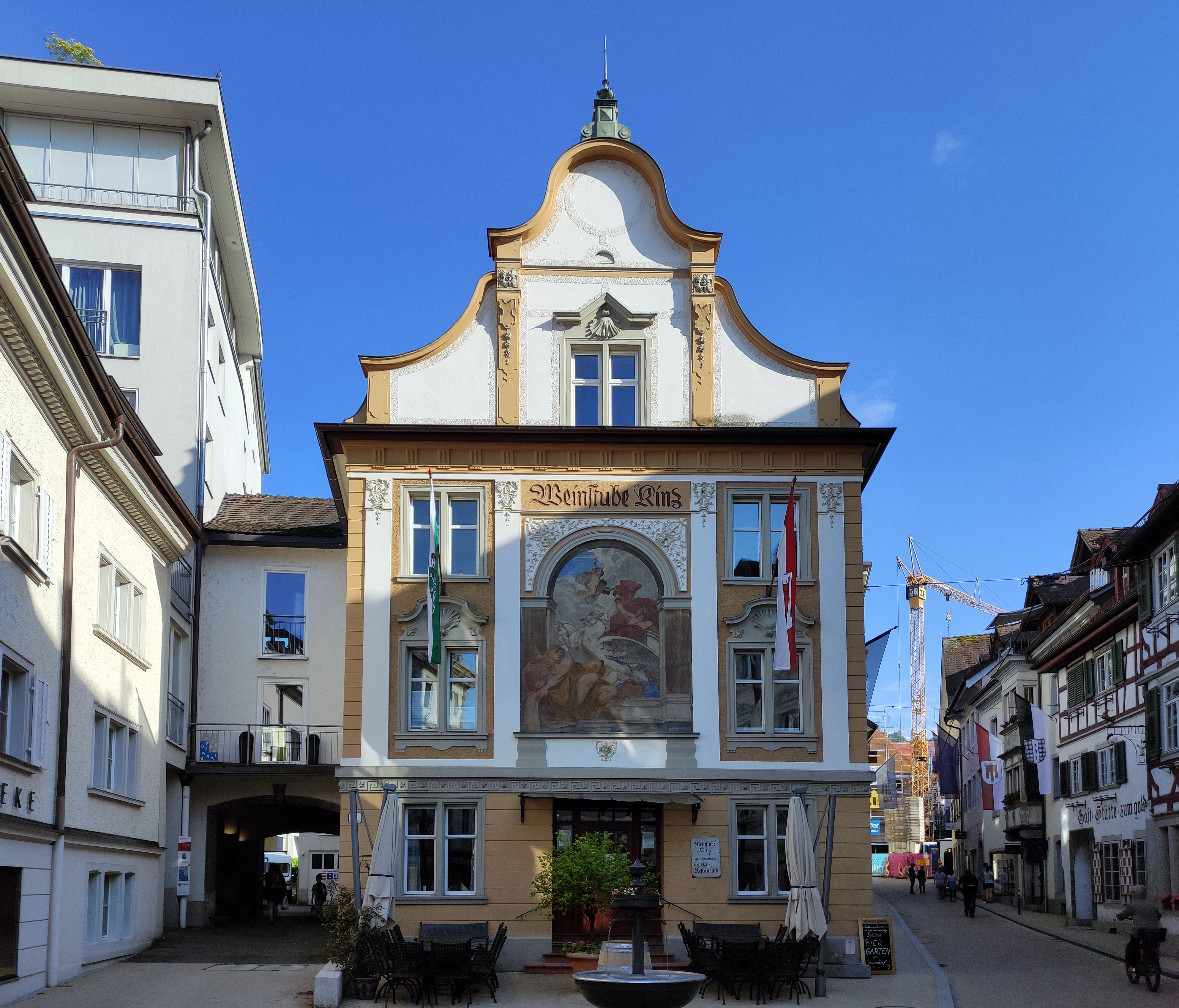
Weinstube Kinz

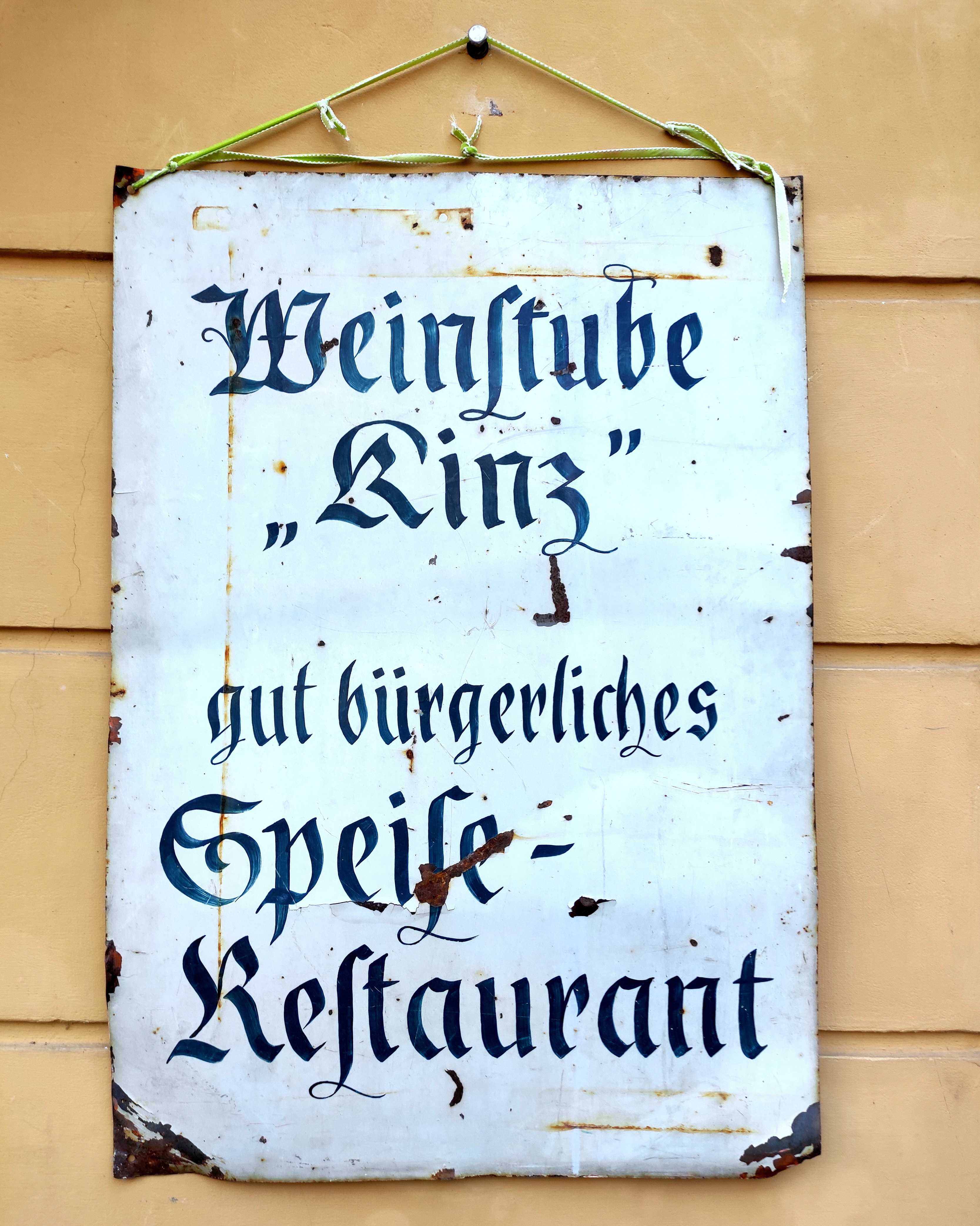
Weinstube Kinz Hinweistafel

Die Weinstube Kinz ist ein ehemaliges Gasthaus und heutiges Wohn- und Geschäftshaus in der Kirchstraße 9 in Bregenz. Das Bauwerk steht unter Denkmalschutz (Listeneintrag).

## Geschichte
Das Gebäude geht in seiner heutigen Erscheinung auf einen Umbau durch Stefan Wachter im Jahr 1897 zurück.

## Architektur
Das Bauwerk hat drei Fassadenfronten. Richtung Leutbühel weist die Fassade einen hohen, geschweiften Giebel auf. Die Fassade des Erdgeschoßes ist genutet, während die Fassade der Obergeschoße durch Lisenen mit späthistoristisch-barockisierendem Dekor gegliedert wird. Auf der Giebelseite ist ein großes Wandfresko, das „Apoll im Sonnenwagen“ darstellt. Es wurde von Josef Huber-Feldkirch im Jahr 1897 gefertigt. In den Zwickeln ist stuckierter Dekor.
Die Inneneinrichtung wurde durch Josef Gaudl im Jahr 1904 geschaffen.